# Bukh
Bukh is een Deense motorfabriek.

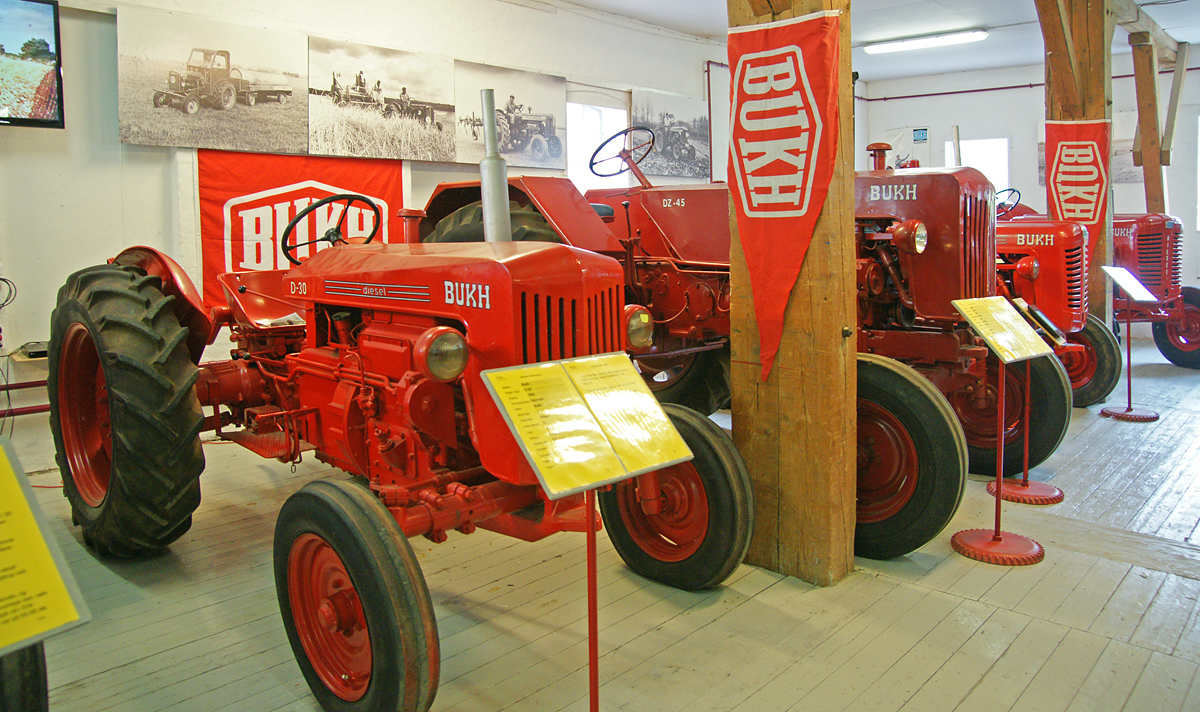
Bukh Tractoren

Het bedrijf werd opgericht in 1904 in Hørve (tussen Holbæk en Kalundborg) door Jens Bukh en Johannes Gry. De fabriek produceerde onder andere dieselmotoren voor landbouw en industrie. In 1915 verhuisde de fabriek naar Kalundborg onder de naam Kalundborg Motorfabrik en ontwikkelde motoren voor gebruik in schepen. De nieuwe fabriek lag naast Kalundborg Skibsværft, wat toegang gaf tot de scheepsmarkt. De scheepswerf gebruikte Bukh-motoren voor laad- en loslieren en hulpmachines aan boord van schepen. Toen de scheepswerf in 1921 failliet ging, kwam de fabriek in financiële moeilijkheden en werd deze in 1924 overgenomen door A.P. Møller.
In de jaren 1950 begon de fabriek met de productie van tractoren. Aanvankelijk de DZ30 en DZ45, later een serie met 2- en 3-cilindermodellen (302, 403, 452 en 554) en in het midden van de jaren 60 probeerde men nieuw leven in de tractorproductie te blazen met de Juno-, Jupiter- en Hercules-series (respectievelijk 52, 70 en 93 pk). Het was geen groot succes, en in 1968 werd de tractorproductie volledig stopgezet.
Een van de redenen voor het starten van een Deense tractorproductie zou volgens sommigen te maken hebben met het tekort aan goederen na de oorlog. De import van koffie uit onder andere Brazilië kon natuurlijk met contant geld worden betaald, maar door een product te leveren waar vraag naar was in exportlanden, kon men tegelijkertijd banen creëren in Denemarken.
In 2010 werd de productie van Bukh-motoren verplaatst naar Kiskelund, iets ten noorden van Kruså, onder de naam BUKH A/S. De fabriek produceert nog steeds Bukh-scheepsmotoren en reserveonderdelen.